# قرية (شراع)

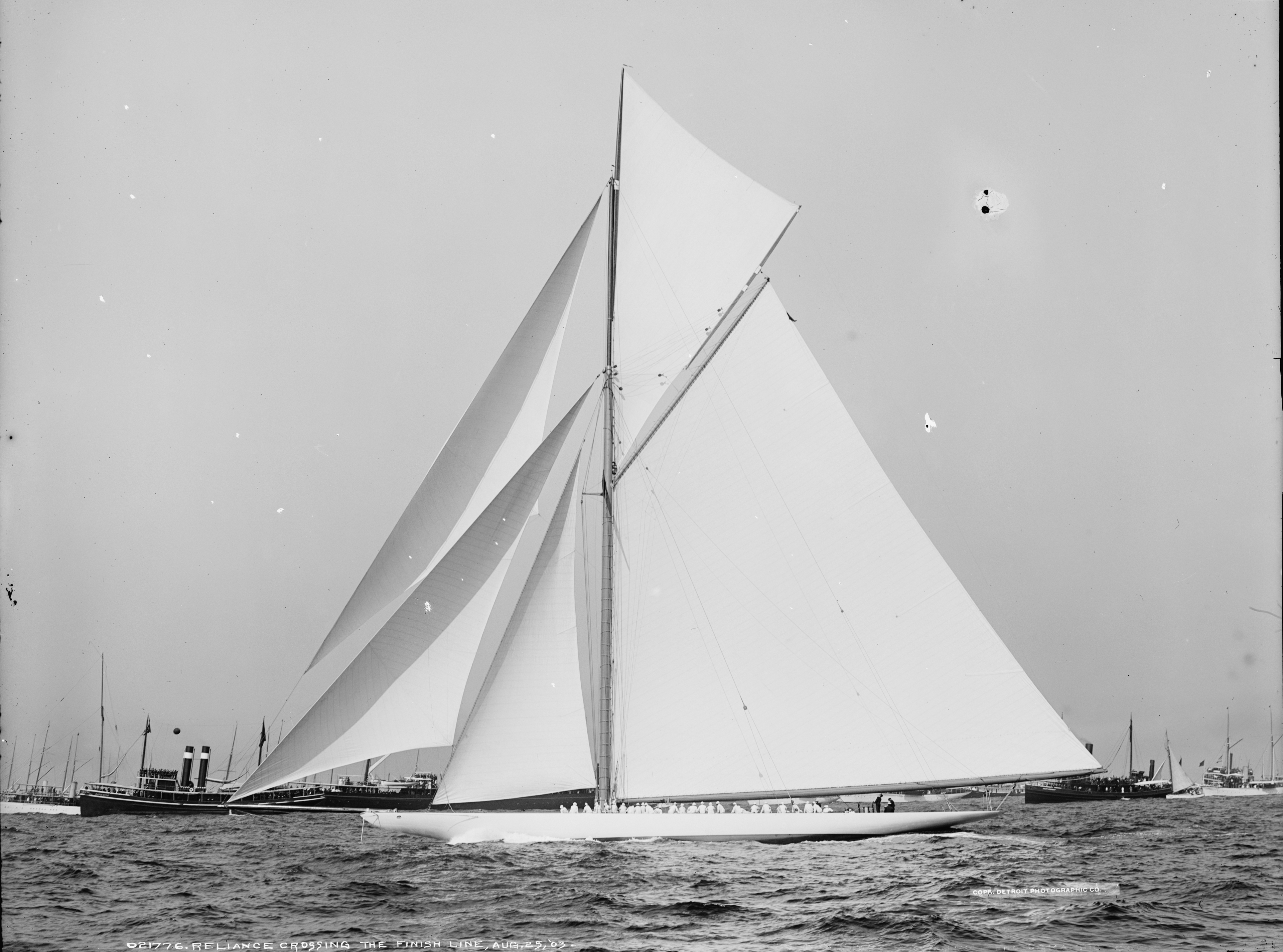
مركب منافس في كأس أمريكا عام 1903 ذو أكبر شراع يحوي قرية

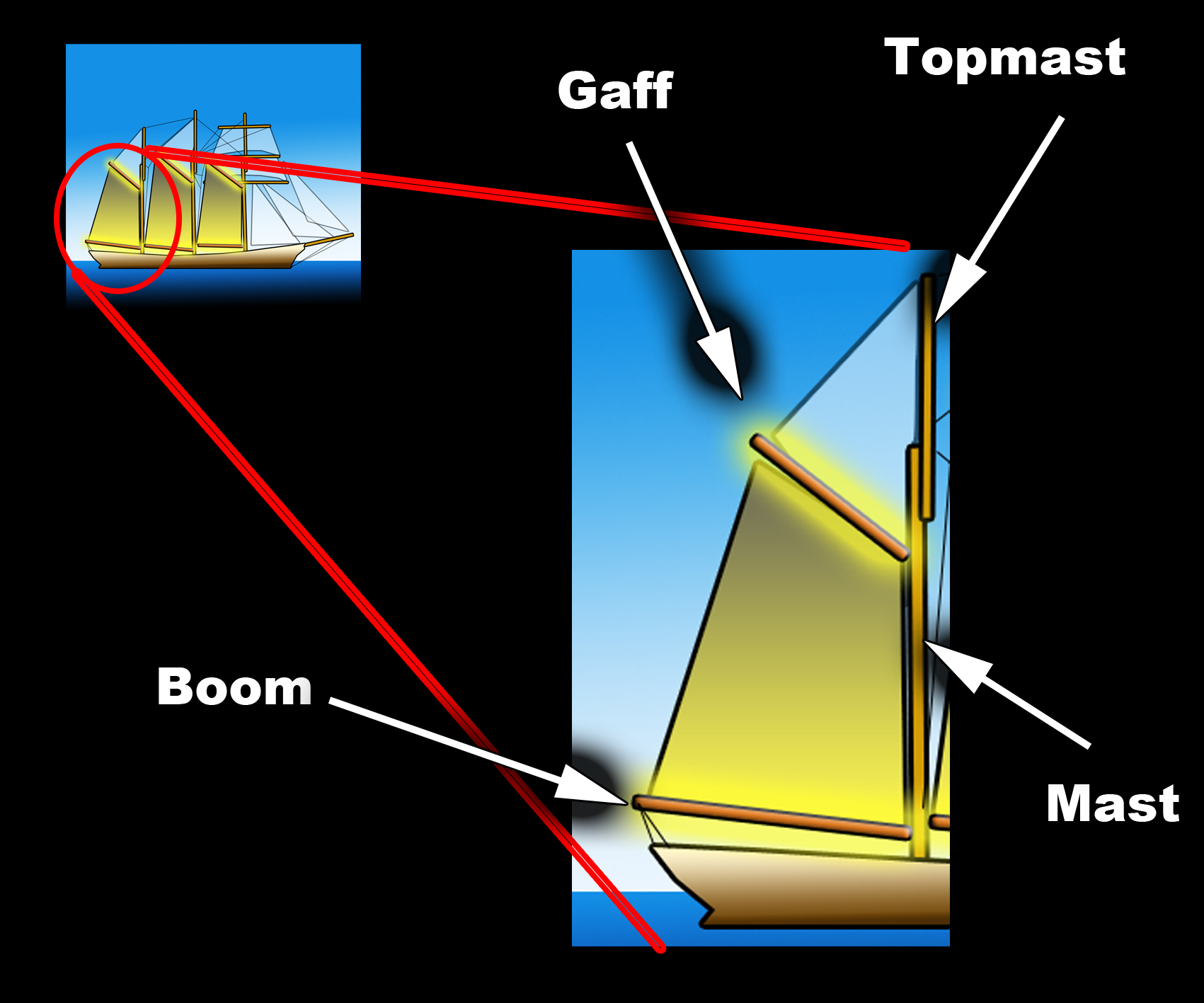
القرية معلمة بكلمة Gaff

القرية ذات الرقم اثنين

القَرِيَّة هي عارضة يُمد عليها رأس الشراع عندما يكون رباعي الزوايا